# 中華民国台湾
中華民国台湾（ちゅうかみんこくたいわん、繁: 中華民國臺灣、英: Republic of China (Taiwan)）は、2019年に中華民国総統の蔡英文が提唱した、台湾と中華民国のアイデンティティを一体として扱う概念である。台湾は中華民国であり、中華民国は台湾であり、ひいては「中華民国は主権を有する独立国家」と「台湾は主権を有する独立国家」は互換性があり、国内や外交の場で発行される公式の談話や公報、文書などで使用することができる。

## 概要
この方針によれば、台湾はわざわざ「台湾国」として独立を宣言する必要はなく、「台湾＝中華民国」という互換性を活かして「台湾は現在すでに独立国家であり、中国からの独立を宣言する必要はない」と世界へアピールすることができる。
方針の目的は、中華民国の国民（台湾人）が持つ「台湾」と「中華民国」の2つのアイデンティティを一体化し、本土派（泛緑）と中国統一派（泛藍）の対立を収束させ、全台湾人のナショナリズムを強めることにある。現在、与党の民主進歩党（民進党）は政府機関内・外交場・公開談話・公報・文書など至る所で「中華民国台湾」という言葉を使うことを推奨しているが、強制力はない。
この柔軟性がある方針の影響下で、国際社会の台湾への支持は上昇している。例えば、イギリスの庶民院は2023年8月30日、公式に「台湾は独立国家であり、正式国名は中華民国で、通称が中華民国台湾である」と承認した。

### 起源に関する異説
「中華民国台湾」という考え方の起源を蔡英文ではなく、初代総統の蔣介石に求めた学者もいる。蔣介石の原案のいくつかを研究した作家で政治経済評論家の王浩によれば、「蔣介石は、台湾に設立した新国家の目的は、1949年末に消滅した中華民国を復活させることだと考えていた。『中華民国』の目的は、中国共産党政権（中華人民共和国）から法統、国連での代表権、そして台湾統治の正当性を奪還することであった。その後、『中華民国台湾』の正常化は、憲法の国民投票や住民の革命ではなく、『古い瓶に新しい酒を入れる』（あるいは『総会で取締役を再選する』）という平和的な進化を遂げていった。台湾が中華民国を『逆さ合併』した1950年3月以降、『中華民国台湾』は事実上独立した主権国家となって現在まで存続し、中華人民共和国の一部になったことはない。」

### 中華人民共和国の反応
中華人民共和国側は、「中華民国台湾」は「台湾と大陸の現状の関係性を維持したまま、事実上の『台湾独立』を誇示する仕掛けだ」と認識している。中国共産党の機関紙『人民日報』の海外版には「大っぴらに台湾独立を主張しないために『中華民国台湾』という『新たな仮面』を被り、表向きには『中華民国』を主張しつつ、裏で台湾独立を模索している」と主張されている。

## 名称と表記

総統府の壁に掲示された、中華民国台湾の方針が現れている双十節のポスター。「2023」と西暦のみで記載されており、民国紀元（民国112年）は使われていない。英語表記は「TAIWAN NATIONAL DAY（台湾国家記念日）」と、「CHINA（中国）」の要素が含まれていない。

中華民国総統府とイギリスの諸メディアの資料では、「中華民国、台湾、中華民国台湾、台湾中華民国」、英語表記の「Republic of China (Taiwan)、Taiwan (ROC)、Taiwan (Republic of China)、Taiwan、Republic of China」は全て同じものを意味し、どの表記を使っても構わないとしている。
アメリカ合衆国の正式名称は「United States of America」だが、略称の「USA」でも同じ意味であり、「中華民国台湾」という表記も同様の理屈で活用できるとしている。
陳水扁は「パスポートにTAIWANの字を加えることだけでも準備に2年かかった」と述べた。

## 運用
「中華民国台湾」の概念は初代総統の蔣介石の時代から既に存在していたとする説も存在するが、実際に政治上で用いられたことは一度もなかった。
民主進歩党の蔡英文が2016年に初めて「中華民国台湾」という名称を現実に運用させた。
蔡英文は総統に就任した後、2019年の中華民国国慶日の演説で「中華民国台湾」という言葉を正式に発表し、国家のアイデンティティは「中華民国」と「台湾」という異なる概念に分けられるべきではなく、一致団結されるべきだと主張した。
蔡英文の選挙事務所のスポークスマンである林静儀は、ドイチェ・ヴェレとのインタビューの中で、「中国統一を唱えることは反逆罪に当たる可能性がある」と述べ、2020年初頭の2020年中華民国総統選挙を機に辞任した。 蔡英文は自身のフェイスブックで、「民主主義のメカニズムを通じて、台湾の人々は国家のアイデンティティについて最大公約数的な共通認識を得ることができる」と述べている。蔡英文は「中華民国台湾」が人民の総意であると考えている。
蔡英文は、2020年の選挙後に英国放送協会とのインタビューで、台湾の独立宣言について聞かれた。蔡英文は「私たちはすでに独立した国であり、自分たちのことを中華民国台湾と呼んでいます」 (英語: Well, the idea is that we don't have a need to declare ourselves an independent state. We are an independent country already and we call ourselves the Republic of China (Taiwan).）と述べた。2020年4月1日、蔡英文は「中華民国台湾」が台湾人の最大の共通認識であることを改めて強調した。
2020年に就任した蔡英文総統は就任演説の中で、「同胞の皆さん、この70年間中華民国台湾は挑戦に次ぐ挑戦に直面して、ますます強靭で団結力のある国になりました」と述べた。ここで述べられている70年とは、作家の汪浩と同じように1950年から2020年までのことを指し、蒋介石が台湾をもって中華民国を「逆さ合併」した1950年以降、中華民国という仮面を使いながらもその中身は台湾という、中国とは全く関係のない新国家「中華民国台湾」になったとしている。
蔡英文は2019年の国慶日の演説で、「中華民国台湾」という6文字はどの政党の独占物でもなく、台湾共識を実現するためのものであると述べた。「我々はこの道をともに歩んできたのであり、どの政党に属していようと、この地に住む人間である限り、お互いに分断することはできない。中華民国は誰の専売特許でもなく、台湾も誰の専売特許でもない。『中華民国台湾』の6文字は絶対に青くないし、緑にもならない。これは、社会全体の最大の共通認識である」。
中華民国外交部は、中華人民共和国外交部長の王毅に対して、2021年3月9日に中華民国外交部の報道官欧江安が次のように述べている。「台湾は中華人民共和国の一部であったことはなく、『中華民国台湾』は主権国家である」。
中華民国外交部は、2021年3月18日から19日に行われた米中高官会談について、「中国の高官は、会談中または会談後に、台湾の主権があたかも中国に属するとでも言うかのような誤解を招く歪んだ発言をしているが、これらの発言は事実ではないばかりか、台湾人民の意志にも反するものである」と述べた。外交部は、「中華民国台湾は主権を有する独立した民主国家であり、主権は2,350万人の台湾人民に帰属し、台湾人民だけが台湾の将来を決定する権利を有している。中華人民共和国が台湾を統治したことは一度もなく、台湾は国際社会の中で単独で存在している。これが中台両岸の事実であり、現状であると考える。中国政府がいくら台湾に関する主張を歪めても、この事実は変わらない。台湾人民は、主権と民主主義を守る決意を一層強め、民主的価値を共有する国々と協力して、インド太平洋地域の平和、安定、繁栄を維持、促進してゆく」と強調した。
2021年10月10日、蔡英文は中華民国第110回国慶日の演説で、自由と民主の憲法体制を常に堅持すること、中華民国と中華人民共和国は互いに隷属しないこと、主権を堅持し侵犯と併呑を容認しないこと、中華民国台湾の前途を堅持すること、全台湾人民の意思には必ず従わなければならないことなど、4つの主張を表明した。この4つの主張は、台湾人民にとっての最低基準である。

## 世論調査
| 政治的スペクトル | 賛成  | 反対  | 不明  |
| ---------------- | ----- | ----- | ----- |
| 民主進歩党       | 90.2% | 3.2%  | 6.6%  |
| 中国国民党       | 23.4% | 60.4% | 16.3% |
| 台湾民衆党       | 55.3% | 36.8% | 7.9%  |
| 時代力量         | 80.6% | 13.8% | 5.5%  |
| 泛緑             | 82.2% | 5.5%  | 12.3% |
| 泛藍             | 32.5% | 40.9% | 26.6% |
| 中立             | 50.0% | 8.4%  | 41.6% |
| 全体             | 54.5% | 28.2% | 17.3% |

出典：両岸政策協会